# Елисеев, Владимир Степанович
Влади́мир Степа́нович Елисе́ев (19 июля 1923 — 7 января 2003) — советский лётчик, полковник, участник Великой Отечественной войны, Герой Российской Федерации (1996). В годы Великой Отечественной войны командир истребительной авиационной эскадрильи 67-го гвардейского истребительного авиационного полка.

## Биография
Родился 19 июля 1923 года в деревне Лукино ныне Старожиловского района Рязанской области, провел там детство, окончил 9 классов средней школы, после приехал в Москву, поступил на работу слесарем в Московский авиационный институт, а затем стал его студентом. Одновременно с 1939 года занимался в Тушинском аэроклубе. Отец — Степан Павлович (1892—1975), мать — Федосья Ивановна (1898—1985).
С апреля 1941 года — в Красной Армии. Окончил Остафьевскую (с 1941 — Вязниковская) военную авиационную школу пилотов в 1942 году. Служил в 22-м запасном авиационном полку в Ивановской области.
С мая 1942 года — на фронтах Великой Отечественной войны. Воевал на Западном, Юго-Западном, Сталинградском, Северо-Западном, 1-м Белорусском фронтах. Воевал на истребителях «Харрикейн», Р-39 «Аэрокобра», Р-40 «Киттихаук». Всю войну прошёл в составе 436-го истребительного авиационного полка.
За неполные три года пребывания на фронте был лётчиком, заместителем командира и командиром истребительной авиационной эскадрильи. Первую победу одержал в годовщину Великой Отечественной войны, 22 июня 1942 года: утром повредил немецкий самолёт, а во втором боевом вылете в тот же день сбил истребитель Bf-109, зашедший в хвост ведущего лётчика. При самостоятельном патрулировании станции Чернянка 1 июля 1942 года обнаружил и сбил бомбардировщик He-111. Принимал участие в оборонительных сражениях лета 1942 года севернее Воронежа, где его самолёт дважды сбивали, причём в первый раз истребители расстреливали спускавшегося на парашюте лётчика из пулеметов, но он отделался лёгким ранением (отказался от госпиталя), и сразу вернулся в строй. Во второй раз он выбросился на парашюте над вражеской территорией, и добирался к своим 10 суток по степи.
Участвовал в Сталинградской битве, Демянской наступательной операции, в Курской битве (там сбил 2 вражеских самолёта), Белорусской, Висло-Одерской и Берлинской наступательных операциях.
Самым успешным оказался последний боевой вылет 9 мая 1945 года в районе южнее Берлина, когда Елисеев в паре с ведомым обнаружил группу немецких истребителей, очевидно, пытавшихся перелететь на запад для сдачи в плен союзникам, и без потерь сбили 6 «Фокке-Вульфов-190» врага.
Всего в 1942—1945 годах Владимир Елисеев совершил 256 боевых вылетов, в 67 воздушных боях сбил 14 самолётов врага лично и 7 — в группе. Сам за время войны был сбит трижды, несколько раз легко ранен.
После окончания войны продолжал службу в армии, в 1945—1946 годах обучался на лётно-тактических курсах ВВС в Липецке, после их успешного окончания служил в истребительной авиации ВВС Южной группы войск (Румыния, Болгария). С 1947 года — инспектор истребительной авиационной дивизии по технике пилотирования в Дальневосточном военном округе. В 1950 году переведен на должность лётчика-испытателя в Государственный Краснознаменный Научно-исследовательский институт ВВС, где служил до увольнения в запас в 1977 году.
Провёл испытания по запуску двигателей МиГ-15, Миг-17 и Як-23, испытания по исследованию устойчивости двигателей при стрельбе, госиспытания Ми-6 на авторотации (1963; 2-й пилот), госиспытания Ка-25 (1965—1967) и Ми-24В (1971); участвовал в госиспытаниях Ми-6 (1962), В-12 (1969). Выполнил ряд испытательных работ на Ан-24, Ми-4, Ми-8, Ту-4, Ту-16. Успешно летал как на самолётах, так и на вертолётах, в частности испытывал противолодочный Ка-25 и один из самых распространённых боевых вертолётов Ми-24. Всего за период службы в НИИ ВВС освоил и испытал около 60 типов и модификаций крылатой и винтокрылой техники.
С 1977 года — в отставке. Работал инженером в ОКБ П. О. Сухого. Жил в посёлке Чкаловский (в черте города Щёлково) Московской области.
Указом Президента Российской Федерации № 1331 от 6 сентября 1996 года было реализовано написанное ещё в 1945 году представление Елисеева к званию Героя — «за мужество и героизм, проявленные в борьбе с немецко-фашистскими захватчиками в Великой Отечественной войне 1941—1945 годов» полковнику в отставке Елисееву Владимиру Степановичу присвоено звание Героя Российской Федерации (медаль № 345).
Умер 7 января 2003 года в посёлке Чкаловский. Похоронен на Троекуровском кладбище в Москве (участок 5).

## Звания и награды
- Награждён 3 орденами Красного Знамени (8.06.1943, 6.08.1944, 16.06.1945), орденом Александра Невского (6.02.1945), орденом Отечественной войны 2-й степени (11.03.1985), 4 орденами Красной Звезды (30.01.1943, 30.12.1956, 16.10.1957, 27.04.1977), 15-ю[2] медалями, в том числе медалью «За боевые заслуги» (17.05.1951).
- «Заслуженный лётчик-испытатель СССР» (17.08.1970). Военный лётчик 1-го класса[4]. Герой Российской Федерации (06.09.1996)[5][6].

## Семья
Жена — Елисеева Валентина Иосиповна (1926 г. рожд.). Сыновья: Михаил Владимирович (1947 г. рожд.), военнослужащий; Юрий Владимирович (1954 г. рожд.), военнослужащий.

## Воздушные победы
| Дата          | Противник                 | Место ведения воздушного боя |
| ------------- | ------------------------- | ---------------------------- |
| 22.06.1942 г. | 1 Ме-109                  | Большая Шапковка             |
| 22.06.1942 г. | 1 Ме-109                  | Купянск                      |
| 23.06.1942 г. | 3 Ме-109 (в группе 3/7)   | Купянск                      |
| 23.06.1942 г. | 3 Ju-87 (в группе 3/7)    | Купянск                      |
| 29.06.1942    | 1 Ju-88                   | Березовка                    |
| 01.07.1942    | 1 Не-111                  | Верхняя Михайловка           |
| 01.07.1942    | 1 Не-111                  | Михайловка                   |
| 04.12.1942    | 1 Ме-109                  | сев. — зап. Горки            |
| 06.01.1943    | 1 Ме-109 (в группе — 1/6) | Ольховец                     |
| 02.08.1943    | 1 FW-190                  | Нежинка — Красниково         |
| 03.08.1943    | 1 Ju-87                   | Гнездилово — Волчьи Ямы      |
| 30.06.1944    | 1 FW-190                  | Замостье                     |
| 19.04.1945    | 1 FW-190                  | юго — вост. Вернойхеэ        |
| 19.04.1945    | 1 FW-190                  | сев. Гильсдорф               |
| 20.04.1945    | 2 FW-190                  | Бирхольц                     |
| 23.04.1945    | 1 FW-190                  | юго — вост. Эберсфельде      |

- Воздушные победы приведены в соответствии с данными М. Ю. Быкова[7][4]. Итого сбито — 21, из них лично — 14, в группе — 7; воздушных боёв — 67.